# Connor Bond
Connor Bond (* 2. Juni 2003) ist ein australischer Leichtathlet, der sich auf den Sprint spezialisiert hat.

## Sportliche Laufbahn
Erste internationale Erfahrungen sammelte Connor Bond im Jahr 2022, als er bei den U20-Ozeanienmeisterschaften in Mackay in 10,40 s und 21,22 s jeweils die Goldmedaille über 100 und 200 Meter gewann und auch mit der australischen 4-mal-100-Meter-Staffel in 40,05 s siegte. Anschließend schied er bei den U20-Weltmeisterschaften in Cali mit 10,30 s im Halbfinale im 100-Meter-Lauf aus und kam mit der Staffel im Vorlauf nicht ins Ziel. Bei den World Athletics Relays 2025 in Guangzhou wurde er in 41,22 s Vierter in der Mixed-Staffel über 4-mal 100 Meter. Anschließend belegte er bei den World University Games in Bochum in 10,46 s den siebten Platz über 100 Meter und gelangte mit der Männerstaffel mit 38,89 s auf Rang vier.
2022 wurde Bond australischer Meister in der 4-mal-100-Meter-Staffel.

## Persönliche Bestzeiten
- 100 Meter: 10,25 s (+1,5 m/s), 12. April 2025 in Perth
- 200 Meter: 20,74 s (+1,0 m/s), 7. Januar 2023 in Brisbane